# Tom Walker
Thomas Alexander Walker, mer känd som Tom Walker, född 17 december 1991 i Kilsyth mellan Glasgow och Stirling, är en brittisk singer-songwriter. Han fick skivkontrakt direkt efter att han gick ur London College of Creative Media i London. Hans låt "Leave a Light On" placerade sig på plats nummer 7 på UK Singles Chart i juni 2018.